# Абердин Прувинг Граунд (Мериленд)
Абердин Прувинг Граунд (енгл. Aberdeen Proving Ground) насељено је место без административног статуса у америчкој савезној држави Мериленд.

## Демографија
По попису из 2010. године број становника је 2.093, што је 1.023 (-32,8%) становника мање него 2000. године.
| Група             | 2000.         | 2010.         |
| Белци             | 1.451 (46,6%) | 1.207 (57,7%) |
| Афроамериканци    | 1.078 (34,6%) | 451 (21,5%)   |
| Азијати           | 97 (3,1%)     | 44 (2,1%)     |
| Хиспаноамериканци | 349 (11,2%)   | 308 (14,7%)   |
| Укупно            | 3.116         | 2.093         |